# Conodipara scutellata
Conodipara scutellata – gatunek błonkówki z rodziny Diparidae, jedyny z monotypowego rodzaju Conodipara.

## Taksonomia i ewolucja
Gatunek ten opisany został po raz pierwszy w 1969 roku przez Karla-Johana Hedqvista na łamach „Entomologisk Tidskrift” pod nazwą Turneria scutellata. Jako lokalizację typową wskazano Port St. Johns w Południowej Afryce. W 1972 roku Hedqvist umieścił go w monotypowym rodzaju Conodipara.
W wynikach morfologicznej analizy filogenetycznej Christophera A. Desjardinsa z 2007 roku omawiany takson jawi się jako siostrzany dla kladu obejmującego rodzaje Conophorisca i Myrmicolelaps.

## Morfologia i zasięg
W obrębie rodziny błonkówka ta należy do grupy rodzajów o wtórnie zanikłym dymorfizmie płciowym. Głowa ma nadustek o przedniej krawędzi niewklęśniętej oraz nitkowate czułki zwieńczone dwuczłonowymi buławkami. Mezosomę cechuje stożkowata tarczka, silnie urzeźbione tylne powierzchnie mezopleurów, zredukowane zaplecze oraz brak podłużnej bruzdy na grzbietowej krawędzi mezepimery i metapleury. Nucha z dwoma grzbietowo-bocznymi, rogokształtnymi wyrostkami stanowi autapomorfię rodzaju Conodipara. Otwór pozatułowia jest okrągły, położony na pojedynczej płaszczyźnie. Pozatułów wznosi się ku tyłowi. Stylik jest ponad dwukrotnie dłuższy niż szeroki i ostro zakrzywiony dobrzusznie pod kątem prostym (L-kształtny), co jest drugą autapomorfią rodzaju.
Gatunek afrotropikalny, endemiczny dla Południowej Afryki, znany wyłącznie z Prowincji Przylądkowej Wschodniej.